# Prosomphax
Prosomphax is een geslacht van vlinders van de familie spanners (Geometridae), uit de onderfamilie Geometrinae.

## Soorten
- P. anomala (Warren, 1902)
- P. callista Warren, 1911
- P. deuterurga Prout, 1922
- P. horitropha Krüger, 2005